# Castell de Samalús
El castell de Samalús, també conegut com a Can Bori, és un edifici situat prop del nucli de Samalús (Vallès Oriental), declarat bé cultural d'interès nacional.

## Història
El seu nom prové de la família Bòria. El 1758, hi va morir Josep Marià de Bòria i de Llinàs, succeït pel seu fill Ignasi Francesc de Bòria i de Tudó. El 1806, la seva filla Marianna de Bòria i Vendrell es va casar amb Honorat de Puig i de Déu (1781-1847), i l'hereu fou Ignasi de Puig i de Bòria (1807-1879). Aquest es va casar amb Maria del Carme de Sisternes i de Foixà, i l'hereu fou Francesc de Puig i de Sisternes (1849-1919), casat amb Francesca Xaviera de Pallejà i de Bassa.
Cap al 1895, Francesc de Puig i els seus parents Josep Nicolau d'Olzina i Ferret i Josep Maria de Pallejà i de Bassa, III marquès de Monsolís, van fer una juguesca entre ells per a veure qui seria capaç de convertir la seva finca en el millor castell d'aire medieval des del punt de vista plàstic i funcional: Can Bori, la Torre de Riu a Alp i el Mas Saleta a Sant Hilari Sacalm, respectivament. Finalment, va guanyar aquest darrer.

## Descripció
De planta rectangular, consta de tres pisos, el darrer coronat amb merlets, matacans i gàrgoles. A la façana de pedra destaca el cos central amb portal d'arc apuntat, al seu damunt tres finestres neogòtiques separades per fines columnes i a la part superior una finestra trilobulada flanquejada per dues torres adossades al mur i cobertes de pissarra. A dreta i esquerra del cos central presenta unes obertures disposades simètricament, les del primer pis d'arc conopial. A l'esquerra de l'edifici s'alça una gran torre rodona.
Situades a la façana de migdia, es conserven dues finestres datades del segle xvi, aprofitades de l'antic mas. Tenen forma rectangular i ampit de poca volada. A la base presentes formes geomètriques. La més gran té un arc en ziga-zaga i l'interior calat amb motius vegetals i acabats amb rostres humans. El capitell de l'arc també representa rostres humans de diferents mides. L'altra finestra presenta un arc de mig punt i l'interior també està calat acabats en dos rostres. Al capitell hi ha rostres i rosetes.